# 3-й Красногорский проезд
3-й Красного́рский прое́зд — улица на северо-западе Москвы в районе Щукино от Волоколамского шоссе.

## Происхождение названия
Красногорские проезды названы по внутригородскому посёлку Красная Горка, построенному в 1928 году.

## Описание
Все четыре Красногорских проезда располагаются в треугольнике образованном Волоколамским шоссе с юга, Малым кольцом МЖД с востока и железной дорогой Рижского направления с северо-запада. 3-й Красногорский проезд начинается от Волоколамского шоссе напротив улицы Академика Курчатова и проходит на север к платформе «Покровское-Стрешнево» Рижского направления (однако, прохода к платформе со стороны проезда нет, он существует только с противоположной стороны от моста-путепровода Волоколамского шоссе). Внутридворовым проездом соединён с 2-м Красногорским.